# ويلفريد أوين
ويلفريد إدوارد سولتر أوين (بالإنجليزية: Wilfred Edward Salter Owen) (18 مارس 1893- 4 نوفمبر 1918) هو شاعر وجندي إنجليزي من ويلز يعتبره العديد من النقاد أحد أهم شعراء الحرب العالمية الأولى. ولقد جاءت أشعاره التي تشتمل على صور حية دقيقة وواقعية للحرب وأهوال الخنادق والأسلحة الكيمياوية من تأثير صديقه سيجفريد ساسون عليه، وقد كانت أشعاره على النقيض تماماً من فكرة الناس حول الحرب في ذلك الحين ومن الأشعار الوطنية التي كانت تتغنى بالحرب والدفاع عن الأرض والموت في سبيلها كأشعار روبرت بروك.
وقد سقط أوين قتيلاً وهو في الخدمة العسكرية قبل أسبوع من انتهاء الحرب، فقد وصلت أنباء مقتله إلى وطنه بينما كانت أجراس الكنائس تعلن انتهاء الحرب.

## نشأته
ولد ويلفريد أوين أكبر في منطقة بلاس ويلموت قرب شروبشير في 18 آذار 1893 من أصول إنجليزية وويلزية. وكان والداه في ذلك الحين يقطنان منزلاً جيداً يملكه جده، إلا أنهما انتقلا بعد وفاته عام 1897 للعيش في إحدى الشقق الصغيرة في شوارع بيركينهيد. اكتشف الشاب اليافع ميوله نحو الشعر وكتابته في العام 1903 أو 1904 خلال إجازة أمضاها في منطقة تشيشر. وقد كان أوين عميق الالتزام بالمسيحية منذ نعومة أظفاره حيث تلقى تعليمه الابتدائي في مدرسة دينية، وعمق هذا الالتزام علاقته الوطيدة التي كانت تربطه مع أمه. وقد تأثر أوين بالعديد من الشعراء من المدرسة الرومانسية وبالأخص جون كيتس كما تأثر بالعديد من الكتابات التي سادت في وقته إلا أن أبرز الكتب التي تركت أثراً عميقاً عليه كان الإنجيل.
وبعد أن أنهى أوين دراسته في المدرسة قرر الالتحاق بجامعة لندن، فتقدم لاختبار القبول إلا أنه لم يحقق الدرجة التي تؤهله للحصول على منحة للدراسة فيها (حيث تراجع تحصيله العلمي لتأثره الكبير بوفاة خاله إدجار هيلتون في حادثة أثناء رحلة صيد), وقد كانت تلك المنحة السبيل الوحيد للدارسة في تلك الجامعة نظراً للوضع المادي الصعب الذي تعيشه أسرته.
عمل أوين مساعداً لأحد للأب هيربرت فيجان في كنيسة دونسدين قرب ريدنج مقابل سكن وبعض المساعدة في التعليم للتأهل لامتحان القبول في جامعة ريدينج، حيث تمكن من الالتحاق بها لدراسة علم النبات، كما كان يحضر بناء على طلب رئيس قسم اللغة الإنجليزية في ذلك الحين محاضرات في اللغة الإنجليزية القديمة. وقد كانت آراءه قد بدأت تتغير عن الكنيسة أثناء إقامته في دونسدين بسبب ما رآه من تقاعس عن خدمة المحتاجين.
وعمل أوين قبل أندلاع الحرب العالمية الأولى مدرساً للغة الإنجليزية والفرنسية في معهد بيرلتز للغات في فرنسا، والتقى هنالك بالشاعر الفرنسي لورنت تاليد، وكانت بينها مراسلات عديدة بعد ذلك باللغة الفرنسية.

## الخدمة العسكرية
التحق ويلفريد بالخدمة العسكرية في 21 تشرين أول 1915 حيث خضع للتدريب لمدة 7 أشهر في منطقة إسكس، وقد كان متفائلاً وومرتاحاً لأمر الحرب في بداية الأمر إلا إنه سرعان ما عدل عن ذلك وتغيرت فكرته عن الحرب بشكل كامل. تعرضت أوين أثناء الخدمة لحادثتين، إحداهما كانت نتيجة قصف بالمدافع لإحدى الخنادق التي كان متحصناً فيها، والأخرى عندما علق أياماً في إحدى الحفر التي كان قد حفرها الألمان. وقد عانى حالة نفسية اضطرته للذهاب إلى إحدى المستشفيات العسكرية في إدنبرة لتلقي العلاج. وأثناء مكثه في ذلك المستشفى التقى ويلفريد بزميله الشاعر سيجفريد ساسون وكان ذلك اللقاء جديراً بإحداث تحول كبير في حياة أوين.
عاد أوين إلى الخدمة العسكرية بعد فترة من النقاهة في اسكتلندا، حيث عمل مدرساً في مدرسة تاينكاسل، وفي آذار 1918 تم إرساله للفرقة الشمالية في منطقة ريبون، حيث نظم هنالك عدداً من القصائد.
وفي الأول من تشرين الأول 1918 قاد أوين مجموعة من الوحدات للهجوم على عدد من النقاط التي يتجمع فيها العدو قرب قرية جونكورت. وقبل أسبوع من نهاية الحرب وحيث كان أوين في إحدى المهمات جاءه رصاصة أصبت مقتلاً منه في رأسه ووقع ميتاً. لقد وصلت أخبار مقتل أوين إلى أمه في الرابع من تشرين الثاني 1918 وهو اليوم الذي تم فيه إعلان انتهاء الحرب. وقد تم منحه وسام الصليب العسكري وهو تكريم لطالما تمنى أن يحصل عليه ليكون شاعر الحرب مع أنه تم الإعلان عن هذا التكريم في الخامس من شباط من عام 1919.

## شعره
يعد ويلفريد أوين في نظر العديد من النقاد والمؤرخين من أهم شعراء الحرب العالمية الأولى الذين وصفوا آلام الحرب وفظائعها وما فيها من صور الخنادق والغازات التي كانت تستخدم في الحرب. إلا أن أوين كان قد بدأ كتابة الشعر قبل اشتراكه في الحرب ويذكر عن نفسه أنه قد بدأ كتابة الشعر وهو في سن العاشرة أثناء إجازة له في منطقة بروكستون، وكان هنالك تأثير للشاعر جون كيتس وغيرهم من الشعراء الرومانسيين على كتابات أوين الأولى وأشعاره، كما كان لصديقه العزيز سيجفريد ساسون أثر عميق كذلك على شعره، وكانت قصيدته (Dulce et Decorum Est) و (Anthem for Doomed Youth) نتاج ذلك الأثر الذي طبعه ساسون على أوين، كما أن هنالك رواية بعنوان (Regeneration) كتبها الروائي بات باركر تصف طبيعة هذه العلاقة الوثيقة التي تطورت وتوثقت بين الشاعرين الصديقين. وما زالت النسخ الأصلية للقصائد موجودة مع تعليقات ساسون عليها في جامعة أكسفورد في مكتبة كلية اللغة الإنجليزية.
وقد قد كان تحول كبير في حياة أوين الشعرية في العام 1917 أثناء تلقيه العلاج في في إدنبرة، حيث كان الطبيب الذي يشرف على علاجه، آرثر بروك، قد نصحه بأن يترجم مشاعره وتجاربه إلى شعر، خاصة تلك التجارب التي كانت تتكرر في أحلامه. وساعده في ذلك صديقه ساسون الذي كان متأثراً كان بنظريات فرويد النفسية، حيث كان يشير إلى أوين إلى الأثر الذي يمكن أن يحدثه الشعر. وفي حين كان ساسون متأثراً بالمدرسة الواقعية كان أوين متأثراً بالرومانسية ولكن هذا التداخل جعل أوين يأخذ شيئاً من واقعية ساسون ويمزجها مع الرومانسية لينتج في شعره مزجاً فعالاً وعاطفياً، كما كان ذلك واضحاً في عبارته الشهيرة «لوعة الحرب» أو «أسى الحرب». وبذلك جاء شعر أوين متميزاً حتى عده الكثيرون أفضل من شعر ساسون، بالرغم من الأثر العظيم الذي تركه ساسون على أوين ونشره لشعره أثناء حياته وبعد موته ومراجعته لأشعاره قبل إتمامها.

## موته

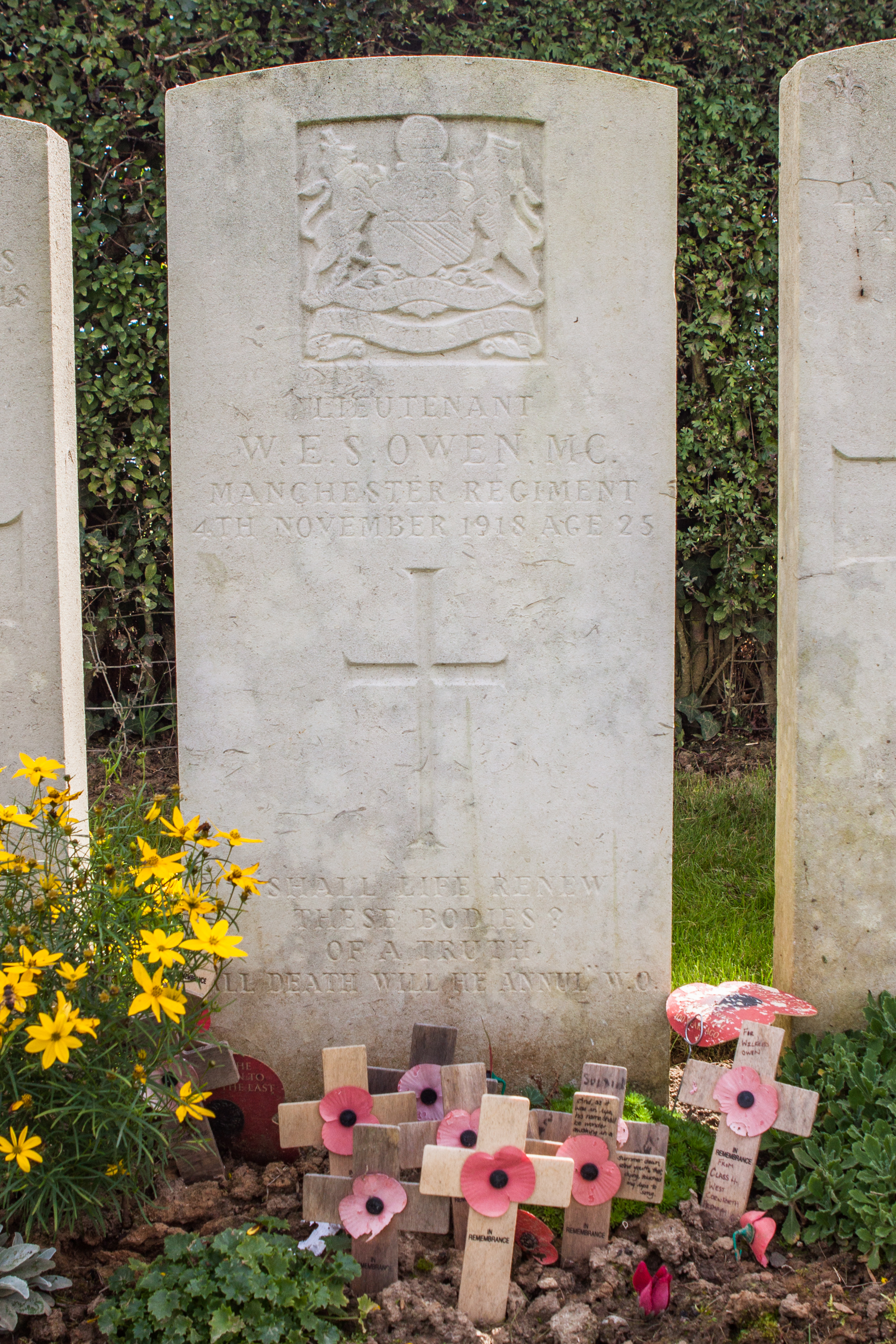
قبر أوين في مقبرة أورس.

في تموز 1918 عاد أوين للخدمة العسكرية على الجبهة الفرنسية على إثر عودة ساسون إلى إنجلترا بعد إصابته في الرأس من «نيران صديقة», فرأى أوين أن من واجبه الوطني أن يأخذ مكان صديقه في ساحة القتال، حتى يتمكن من الاستمرار في وصف الوقائع المريرة للحرب. ولقد عارض ساسون بشدة قرار أوين العودة إلى الجبهة وهدده بأن يطعنه في قدمه إن حاول ذلك، ولكن أوين سقط قتيلاً في الرابع من تشرين الثاني من عام 1918 قبل أسبوع بالتمام والكمال من إعلان انتهاء الحرب، وتلقت أمه خبر مقتله يوم إعلان انتهاء القتال بينما كانت الكنائس تدق أجراسها معلنة انتهاء الحرب.

## وصلات خارجية
- ويلفريد أوين على موقع IMDb (الإنجليزية)
- ويلفريد أوين على موقع الموسوعة البريطانية (الإنجليزية)
- ويلفريد أوين على موقع ألو سيني (الفرنسية)
- ويلفريد أوين على موقع ميوزك برينز (الإنجليزية)
- ويلفريد أوين على موقع إن إن دي بي (الإنجليزية)
- ويلفريد أوين على موقع ديسكوغز (الإنجليزية)
- ويلفريد أوين على موقع كينوبويسك (الروسية)

- أعمال ويلفريد أوين
- مجموعة أعمال ويلفريد أوين في جامعة أكسفورد
- نبذة عن حياة أوين وأعماله في موسم الشعر في بي بي سي